# Rosholt, Wisconsin
Rosholt là một làng thuộc quận Portage, tiểu bang Wisconsin, Hoa Kỳ. Năm 2006, dân số của làng này là 518 người.